# Visnya Ernő
Visnya Ernő (Pécs, 1879. július 28. – Pécs, 1942. május 11.) magyar bankár, takarékpénztári elnök-igazgató, iparkamarai elnök, felsőházi tag.

## Életpályája
Szülővárosában, a felsőkereskedelmi iskolában érettségizett, majd a Pécsi Takarékpénztárban kezdett dolgozni, amelynek 1915–1942 között elnök-vezérigazgatója volt. 1896-tól, tizenhét éves korától haláláig, 46 éven keresztül volt a Mecsek Egyesület tagja, s eközben számtalan tisztséget viselt. 1915-től örökös tag, 1924-1942 között a választmány tagja, 1936-1941 között az egyesület alelnöke. 1926-tól a pécsi Kereskedelmi és Iparkamara elnöke, a Parlament felsőházának tagja, aki a vidéki pénzintézetek és a vidék gazdasági érdekeit képviselte. 1930-ban például javaslatára engedték el a Dömörkapunál felépített menedékház építéséhez felvett kölcsön kamatait, amiért a Mecsek Egyesület tiszteletbeli tagjává is megválasztották.

### Munkássága
Nevéhez fűződött az intézmény sikeres üzletpolitikájának kialakítása. A mai Megyeházából (pécsi) hadvezérként irányította városa közgazdasági életét. Úgy volt kiemelkedő és sikeres pénzügyi szakember, hogy teljesen hiányzott belőle az e mesterséggel együttjáró ridegség. Gavallér gesztusai ellenben sok intézménynek és szegény embernek voltak hasznára. Köztiszteletben álló gazdasági vezető és közéleti személyiség volt. Évtizedeken keresztül tagja volt a Pécs törvényhatósági bizottságnak és számos albizottságnak. Mindig szem előtt tartotta a Mecsek Egyesület érdekeit.